# Ahar
Ahar (en persan : اهر) est une ville de la province d'Azerbaïjan oriental en Iran.